# 703-тя піхотна дивізія (Третій Рейх)
703-тя піхотна дивізія (Третій Рейх) (нім. 703. Infanterie-Division) — піхотна дивізія Вермахту, що входила до складу німецьких сухопутних військ у роки Другої світової війни.

## Історія з'єднання
703-тя піхотна дивізія була однією з чотирьох фіктивних піхотних дивізій, які Вермахт нібито сформував в окупованих Нідерландах, інші були 63-тя, 219-та та 249-та піхотні дивізії.
Найменування 703-ї піхотної дивізії надали силам, що оборонялися проти військ союзників у районі фортеці Еймейден в окупованих Нідерландах. Зандвортська локальна група отримала позначення 219-го гренадерського полку, місцева група «Катвейк», колишній 787-й тюркський батальйон, отримала назву 495-го гренадерського полку, а 24-й батальйон кадрів флоту став 579-м гренадерським полком. 703-тю «дивізію» включили до складу 25-ї армії. Наприкінці війни 703-тя дивізія капітулювала перед військами британської армії. Дивізією протягом усього її короткого існування командував генерал-майор Ганс Гюттнер.

## Райони бойових дій
- Нідерланди (березень — травень 1945).

## Командування

### Командири
- генерал-майор Ганс Гюттнер (22 березня — 8 травня 1945)

### Підпорядкованість
| Час     | Корпус          | Армія | Група армій (округ)                       | Штаб       |
| ------- | --------------- | ----- | ----------------------------------------- | ---------- |
| 1945    |                 |       |                                           |            |
| квітень | ак «Нідерланди» | 25 А  | Головнокомандування Вермахту «Нідерланди» | Нідерланди |

## Склад
| Квітень 1945                                                |
| ----------------------------------------------------------- |
| 219-й гренадерський полк                                    |
| 495-й гренадерський полк                                    |
| 579-й гренадерський полк                                    |
| 703-й фузилерний батальйон                                  |
| 973-й протитанковий дивізіон                                |
| 1973-й комплект дивізійних частин забезпечення та підтримки |